# イオンモール神戸北

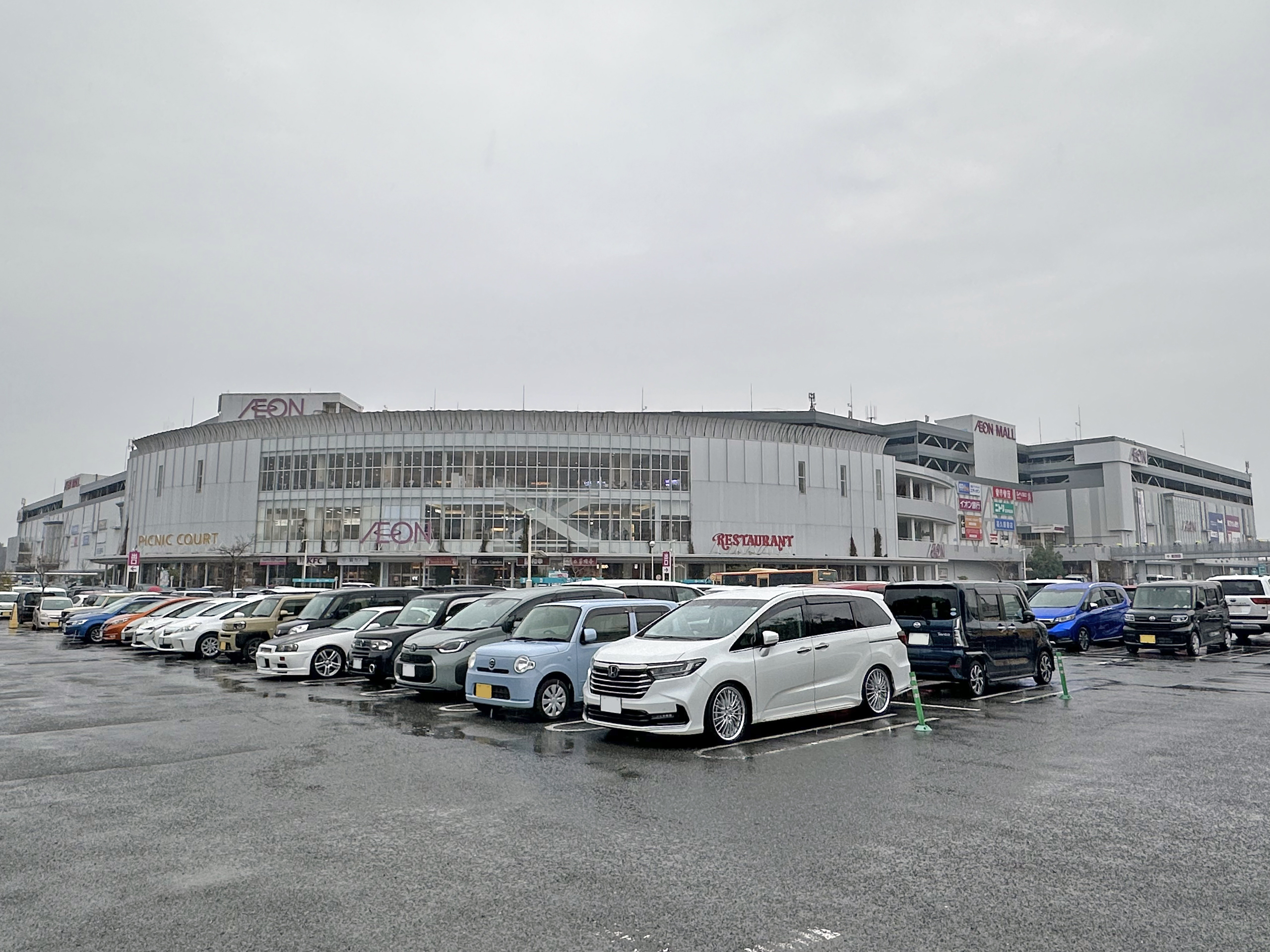
ソーラーパネル設置前（2024年3月）

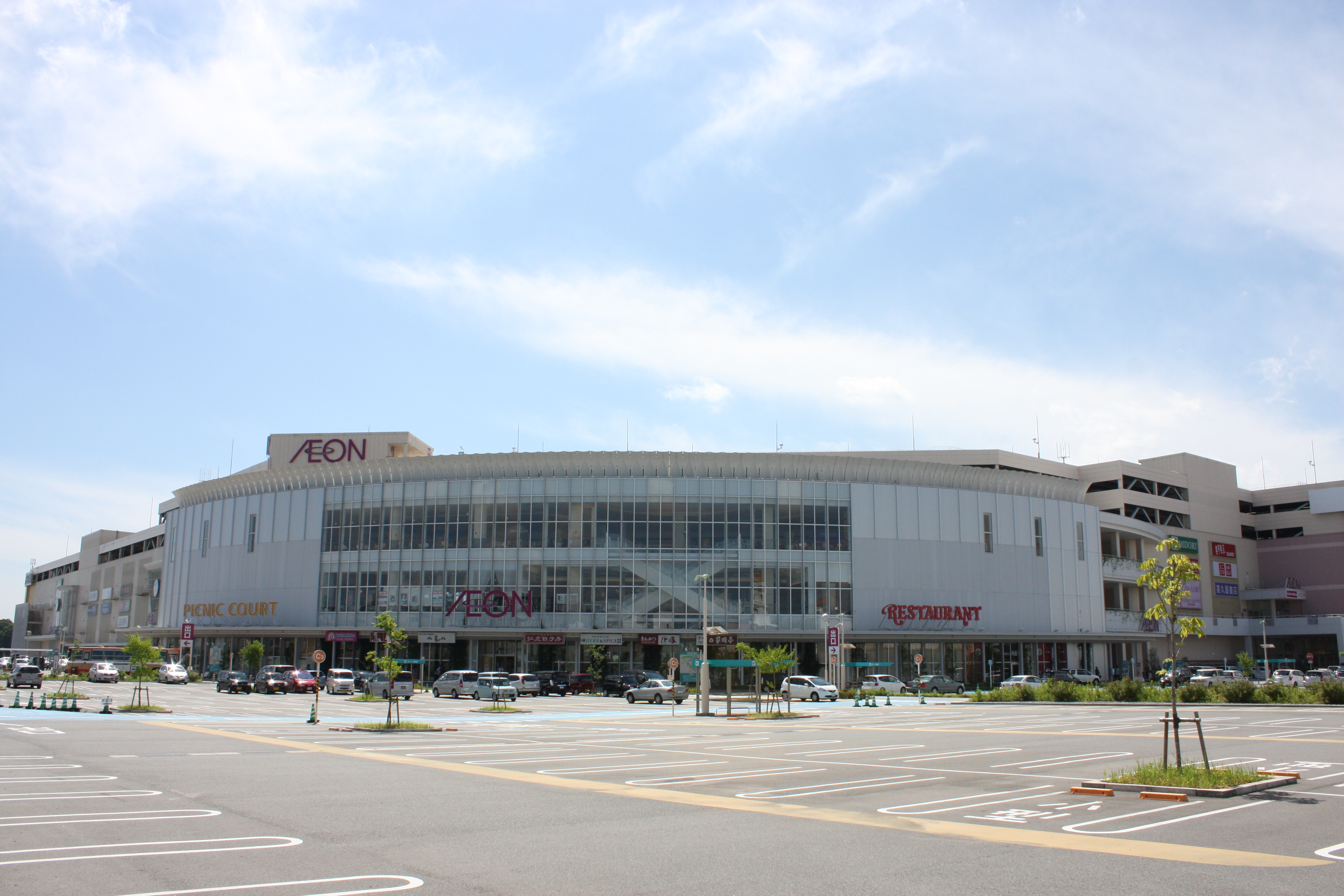
かつての外観（2010年8月）

イオンモール神戸北（イオンモールこうべきた）は、兵庫県神戸市北区にあるイオンモール株式会社のショッピングセンターである。

## 概要
核店舗のジャスコ（現・イオン）のほか、ミドリ電化（現・エディオン）や喜久屋書店など166の専門店からなる「イオン神戸北ショッピングセンター」として2006年（平成18年）11月18日に開業した。
当施設はファッション関連のショッピングセンターへの出店常連企業で構成される研究会SPACによる2006年（平成18年）春から2007年（平成19年）春に開業した主要大型ショッピングセンターの成績を出店したテナント企業のアンケート回答の集計で、集客力と売上ではワースト3位で利益でもワースト4位となり、同期間における新設ショッピングセンターの中でワースト5の一つとの評価を受けた。ただし、翌年の同調査では、隣接地に神戸三田プレミアム・アウトレットが開業して客数が急増したことで評価が好転している。
その後、核店舗の「ジャスコ神戸北店」は、2011年（平成23年）3月1日にイオングループの総合スーパーをイオンに店名統一することに伴って「イオン神戸北店」に改称。
また、2007年9月22日に施設名称が「イオン神戸北ショッピングセンター」から現在の「イオンモール神戸北」に変更された。

## 主なテナント
核店舗のイオン（旧・ジャスコ）神戸北店のほか、エディオン（旧・ミドリ電化）や喜久屋書店など166の専門店が出店。
出店テナント全店の一覧・詳細情報は公式サイト「フロアガイド」を参照。

## 交通アクセス
周囲を3本の高速道路（中国道、山陽道、六甲北道路）に囲まれており、マイカーによるアクセスの利便性に富んでいる。当施設のきわめて近距離に三田アウトレットモールが存在したこともあり、これらの利用客のマイカーによる膨大な車両数が来訪していたことが原因で神戸北IC - 大沢IC間が二車線だった時代は、週末の午後は大沢ICを起点に生活道路まで渋滞してしまう形になってしまっており、行政主導の改善が望まれていた。
これを受けて、神戸市道路公社が2016年から神戸北IC - 大沢IC間の四車線化工事に着手し、2019年に神戸北IC - 大沢IC間の四車線拡幅が完了した。

### 鉄道
- JR・神戸電鉄三田駅。
  - JR新三田駅、神戸電鉄神鉄道場駅、岡場駅から路線バス利用。

### バス
- 三田駅・新三田駅・神戸電鉄岡場駅・神鉄道場駅・道場南口駅から神姫バス「イオンモール神戸北行き」もしくは「神戸三田プレミアム・アウトレット行き」に乗車。
- 新大阪駅・大阪梅田・千里ニュータウンから神姫バス「関西学院大学行き」又は「神戸三田プレミアムアウトレット行き」に乗車。
- 三宮・新神戸駅から神姫バス「三田駅行き」又は「神戸三田プレミアムアウトレット行き」に乗車。
- 北播磨総合医療センター、三木営業所方面から当モールへの便がある。
- 三木市吉川町とを結ぶ、みっきぃよかたんバスが日曜日のみ運行。
- 中国ハイウェイバス 長尾バスストップまで約2km。

## 構想

### 増床計画
映画館の増床計画があるが、計画は進んでいない。

## 備考
- 近畿地方では開業前に、在阪放送局や新聞社などを用いた宣伝が行われていた。またイオングループとは別に、テナントとして入るミドリ電化による独自のコマーシャルも流れていた。
- ダイヤモンドシティ・ミュー（現・イオンモールむさし村山）（核店舗はイオン（旧・ジャスコ）むさし村山店）は2006年（平成8年）11月18日に開業しており[9]、当施設と同日であった。
- 正式開業日は2006年11月18日だが、11月16日からプレオープンと銘打ち、営業していた。

### 近隣の他社のSC
- 阪急西宮ガーデンズ
- グンゼタウンセンター つかしん
- あまがさきキューズモール
- アマドゥ（ama do）
- ららぽーと甲子園
- オアシスタウン伊丹鴻池（NSC）
- 神戸三田プレミアム・アウトレット（道路を挟んだ向かい側に隣接、連絡橋あり）
- G-7モール 神戸北（NSC）
- キッピーモール
- エコール・リラ（核テナントはイオン）
- ステップガーデン藤原台（NSC）
- グリーンガーデンモール北神戸（NSC）
- G-7モール 北六甲（NSC）
- ハローズ西宮山口モール（NSC）